# Parilimya levicaudata
Parilimya levicaudata is een tweekleppigensoort uit de familie van de Parilimyidae. De wetenschappelijke naam van de soort is voor het eerst geldig gepubliceerd in 1989 door Matsukuma.